# اللواء 37 مدرع (اليمن)
اللواء 37 مدرع هو لواء مدرع يمني يتبع للمنطقة العسكرية الأولى . يتمركز اللواء حالياً في محافظة حضرموت .

## القادة
| م | القائد                                        | بداية         | نهاية | المدة |
| - | --------------------------------------------- | ------------- | ----- | ----- |
| 1 | محمد عبد الله الصوملي                         | 28 يونيو 2012 |       |       |
| 2 | العميد الركن/ عبد القادر عبد الله عمر العمودي | 10 أبريل 2013 |       |       |
| 3 | اللواء الركن/ عبد الرحمن عبد الله الحليلي     | 12 يوليو 2014 |       |       |